# Râul Lupșa, Olt
Râul Lupșa este un afluent al râului Olt. 